# Demokratikus Koalíció (Magyarország)
A Demokratikus Koalíció (röviden DK) 2011-ben alakult szociálliberális, Európa-párti magyarországi párt. A Magyar Szocialista Pártból (MSZP) Gyurcsány Ferenc volt miniszterelnök vezetésével távozó politikusok, illetve az őket körülvevő szellemi holdudvar hozták létre. Magát nyugatos, polgári balközépként határozza meg.
Politikai céljait A Köztársaság Kiáltványa írás és a Merjünk hazafiak lenni! című politikai elemzés foglalja össze.

## Története
Jogelődje 2011 februárjában Demokrata Párt néven alakult egyes, az MSZP-ből korábban kilépett Budapest XVII. kerületi párttagokból, elnöke Takács István volt. Májusban a sajtóban nyilvánosságot kapott, hogy Gyurcsány hívei új pártot alapítottak. Erre ő ezután úgy reagált, hogy tudomása van erről, és úgy magyarázta a helyzetet, mintha az MSZP számára foglalták volna le a nevet, lehetőséget teremtve arra, hogy a párt átalakulása esetén nevében is jelezze az új politikai orientációt.

### A Magyar Szocialista Párt platformjaként
A pártot létrehozó politikusok önálló irányvonaluk megfogalmazását az MSZP egyik platformjaként kezdték, amit 2010. október 22-én hívott életre Gyurcsány Ferenc, aki elnöke is lett. A platform megalakításával Gyurcsány célja az MSZP saját elképzelései szerinti átformálása volt, melynek lényege az lett volna, hogy a párt átalakul egy „Orbán-ellenes népfronttá”. Ez a gyakorlatban azt jelentené, hogy nemcsak azokat várnák a pártba, aki egyetért a hagyományos szocialista-szociáldemokrata értékrendszerrel, hanem minden olyan elszánt politikust, aki szemben áll a Nemzeti Együttműködés Kormányával. Mivel a politikai irányvonal megváltoztatására tett kísérletei rendre kudarcba fulladtak, több hónapnyi vitatkozás és egyeztetések után 2011 októberére Gyurcsány és a pártvezetés viszonya olyannyira megromlott, hogy a platform a kezdettől lebegtetett távozás mellett döntött, lehetőséget adva arra, hogy az általuk elképzelt átalakított MSZP-t egy önálló, a régi párttól független politikai szervezetben valósítsák meg. A platform önálló párttá alakulását Gyurcsány Ferenc a tömörülés egyéves ünnepi összejövetelén jelentette be, 2011. október 22-én.

### Bonyodalom a mandátumok körül
A kiválást követően a DK mandátumai körül polémia alakult ki, miután az MSZP Győr-Moson-Sopron megyei szervezete mandátumának visszaadására szólította fel Molnár Csabát, mivel azt az MSZP területi listájáról szerezte, így álláspontjuk szerint nem ő, hanem az MSZP rendelkezik vele. Molnár azonban nem tett eleget a felszólításnak (ahogy a többi Gyurcsányhoz csatlakozó képviselő sem).
2011. november 7-én Kövér László házelnök felkérése nyomán az Országgyűlés alkotmányügyi és ügyrendi bizottsága a kérdés megvizsgálása után úgy foglalt állást, hogy Gyurcsány nem alakíthat saját frakciót. A kérdésben a bizottság Fideszes és jobbikos tagjai szavaztak, az MSZP-s tagok és az egyetlen LMP-s tag, Schiffer András nem szavazott; utóbbi jelen sem volt az ülésen.
Molnár Csaba szerint szabályszerűen hozták létre a pártot és kiemelte, hogy 1996-ban az MDF-ből kilépett tagok gond nélkül alakíthatták meg az MDNP frakcióját – bár azt a tényt nem emelte ki, hogy 90-es években a Házszabály még lehetővé tette, hogy a képviselők szabadon vándorolhassanak a pártok között, és akár egyik napról a másikra új frakciót hozzanak létre.[forrás?] Rubovszky György, aki akkoriban mint KDNP-s képviselő támogatta az MDNP létrejöttét, különbséget tett a két párt között, miszerint az MDNP az MDF engedélyével jött létre („kiváltak a pártból”), míg a DK Mesterházy Attila MSZP elnök nyilatkozata szerint „tíz képviselőjük kilépésével” alakult, ilyen esetekben pedig a frakcióvezető nyilatkozata a mérvadó. A jobbikos Gyüre Csaba is azon a véleményen volt, hogy a DK képviselői MSZP-s politikusként kapták meg a mandátumukat, tehát onnan kilépve nem jogosultak tovább a párt mandátumával politizálni, így frakciót alapítani sem. A Házszabály szerint egy frakcióból kilépett vagy kizárt képviselő hat hónapig kötelezően független kell hogy legyen, s csak ezután csatlakozhat egy frakcióhoz.

### Önálló pártként
A pártot a Magyar Szocialista Pártból Gyurcsány Ferenc volt kormányfő vezetésével távozó politikusok hozták létre a Demokrata Párt átalakításával, annak nevét, alapszabályát és vezetőségét is megváltoztatva 2011. november 6-án. Egyes számú tagkönyvét Vitányi Iván kapta. A párt elnöke Gyurcsány Ferenc, alelnökei Bauer Tamás közgazdász, Debreczeni József közíró, Molnár Csaba volt kancelláriaminiszter és Niedermüller Péter etnográfus lettek.
A parlamentben 10, korábban az MSZP-frakcióban, jelenleg a függetlenek padsoraiban ülő képviselő tagja a pártnak. Gyurcsány Ferenc mellett Molnár Csaba, Vadai Ágnes, Varju László, Vitányi Iván, Baracskai József, Ficsor Ádám, Kolber István, Szűcs Erika és Oláh Lajos lépett át az MSZP-ből a Gyurcsány-pártba. Nem vagy volt politikusként számos egyéb közszereplő csatlakozott még a párthoz, vagy lett nyíltan támogatója, többek között Bornai Tibor, Gréczy Zsolt, Eörsi Mátyás, Kerék-Bárczy Szabolcs és Vágó István.
A párt 2015. február 21-én tartott tisztújításánál, ahol ellenjelölt nélkül választották meg újra Gyurcsány Ferencet a párt elnökévé, lecserélték a párt logóját és az egyéb arculati elemeit is. A pártelnök a tisztújító kongresszuson közölte, hogy a DK a jövő pártja, és arra készülnek, hogy egy év múlva képesek legyenek a kormányzásra és egy polgári Magyarország felépítésére.
Kerék-Bárczyt 2016. szeptember 1-én kirúgták a pártból, miután egy írásában „paradigmaváltást” szorgalmazott, ami nélkül szerinte nem lehet legyőzni a Fideszt 2018-ban, és ez ügyben a DK-t is kritizálta.
2016 végén az DK-val együtt több ellenzéki párt is egyeztetésekbe kezdett a lehetséges összefogásról és az ellenzéki miniszterelnök-jelöltről a 2018-as országgyűlési választásra, ám ebből a DK vétója miatt kimaradtak a Liberálisok, mert szerintük a 2016-os népszavazásban vállalt szerepükkel Orbán Viktort segítették. Miután 2017 januárjában az MSZP-s Botka László váratlanul színre lépett pártja miniszterelnök-jelöltjeként, jelentős vitákra került sor az év folyamán Botka és Gyurcsány, valamint az MSZP és a DK között Gyurcsány és a DK egy lehetséges ellenzéki összefogásban vállalt szerepéről. Botka előbb különböző ultimátumokat intézet Gyurcsányhoz, majd kilátásba helyezte az együttműködést egy Gyurcsány nélküli DK-val, ha a pártelnök csak egyéniben indul. A DK visszautasította a belügyeibe szólást, és egy pártszavazáson megerősítette Gyurcsányt pártelnöknek. Ő jelezte, hogy az egyéni és a listás induláshoz is ragaszkodik.
2017 szeptemberére a DK választási megállapodást kötött a Bokros Lajos-féle Modern Magyarország Mozgalommal (MoMa). Bokros 500 napos programja keretében került volna sor a szövetségre, ezután új, kétfordulós választás választást írtak volna ki. Ugyanakkor szeptember 30-án Gyurcsány Facebook-közleményben tudatta, hogy a DK beszünteti az MSZP-vel a szerinte hiábavaló egyezkedést, és saját listát állít. Ezután, 2018. január 12-én már Bokros Lajos jelentette be egy Facebook-posztban, hogy a DK „négy hónapnyi hitegetés után” végül nem kívánt megegyezni velük, ezért a MoMa a megszüntetést elkerülendő önállóan indul a 2018-as választásokon. A DK válaszában azt közölte, hogy a MoMa hagyott fel az egyeztetésekkel, miközben szerintük a DK méltányos ajánlatával a „nem mérhető támogatottságú pártnak” parlamenti képviselete lett volna.
2018. november 17-én tűz ütött ki a DK Teréz körúti irodáiban, amiben a párt szinte teljes könyvelése is elégett.
A párt 2020. március 1-jén tartott tisztújító kongresszusán Kálmán Olga korábbi műsorvezető is a DK elnökségi tagja lett. Április elején az Ügyészség vádat emelt Varju László ellen választás rendje elleni bűntett, valamint garázdaság vétsége és súlyos testi sértés bűntette miatt. Varju tagadta a neki felrótt vádakat. Májusban az Állami Számvevőszék (ÁSZ) megvonta a párt költségvetési támogatását, amíg a párt nem állítja helyre a gazdálkodását igazoló dokumentációját, noha a DK közölte, hogy a könyvelésének nagy része elégett a 2018. novemberi irodatűzben. Július végére viszont tudatta az ÁSZ, hogy a párt dokumentumokkal igazolta a törvényes gazdálkodás kereteinek a kialakítását, ezzel pedig ismét jogosulttá vált a költségvetési támogatásra.
2020 augusztusában három gödi DK-s politikus is jelezte, hogy felfüggesztik a párttagságukat, miután nem sokkal korábban a DK és a Momentum helyi képviselői közt konfliktus támadt, és az érintett képviselők úgy látták, hogy akadályai lehetnek az ügy rendezésének.

### 2014-es választások
2014. január 14-én több más szervezettel együtt a DK az Összefogás nevű pártszövetség tagja lett, melynek neve március 6-tól „Kormányváltás”-ra módosult a hasonló nevű Összefogás Párt miatt, a szövetség célja pedig a 2014-es magyarországi országgyűlési választáson – az új nevéből adódóan – a Fidesz-kormány leváltása volt, ez azonban nem sikerült. A párt az Összefogás listájáról négy mandátumot szerzett, miután azonban minimum öt mandátum kell a frakcióalapításhoz, a DK nem tudott frakciót alakítani, így a négy képviselő, köztük a pártelnök Gyurcsány Ferenc független képviselőként lettek az Országgyűlés tagjai. A pártszövetség felbomlása után a 2014-es európai parlamenti választásra a párt már külön készült, de Gyurcsány közölte, hogy listavezetőként akkor sem menne Brüsszelbe, ha a pártja mandátumokat kapna a választáson. A DK végül 9,76%-os támogatottságra tett szert, mellyel két képviselői mandátumot szerzett, amelyeket Gyurcsány visszalépésével a második helyezett Molnár Csaba és a harmadik helyezett Niedermüller Péter kapott meg. A választás után egy nappal, május 26-án megjelent hír szerint Bauer Tamás, a DK alelnöke kilépett a pártból, mert az Országgyűlésbe mandátumot szerző, de onnan az Európai Parlamentbe távozó Molnár Csaba országgyűlési képviselői helyére nem őt, hanem Varju Lászlót delegálta a párt. Június 5-én egy ATV-nek adott interjúban cáfolta a híreszteléseket, és alelnöki lemondása okaként a párt programjának bizonyos számára elfogadhatatlan pontjait nevezte meg, de a pártnak tagja maradt.

### 2018-as választások
A 2018-as magyarországi országgyűlési választáson a párt már önállóan indult, bár korábban felmerült, hogy megint pártszövetségbe tömörüljenek ellenzéki pártokkal, az MSZP-vel előző évben történt konfliktusok miatt ez végül nem valósult meg, ettől függetlenül választási szövetséget kötöttek a Szolidaritás nevű civil szervezettel. A választáson a szavazatok 5,41%-át sikerült megszerezni, ez a korábbi négyről kilencre emelte a képviselői mandátumaik számát. A Szolidaritás elnöke, Székely Sándor, aki a szövetség révén parlamenti képviselői mandátumhoz is jutott, 2018 végén kilépett a DK-ból, ezért függetlenné vált. 2018. december 29-én 13 politikus lépett ki a DK-ból, köztük Mecseki Csaba, Kám polgármestere.

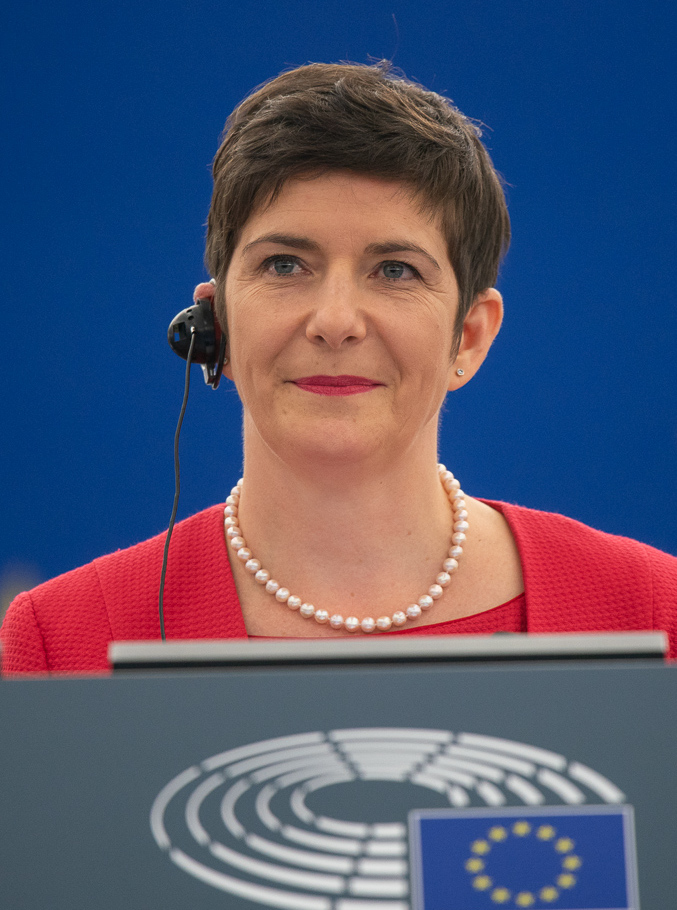
Dobrev Klára

### 2019-es európai parlamenti választások
2019. május 26-án tartották az EP-választást Magyarországon. A DK önálló listával indult, amin meglepetésre 16,26%-os eredményt értek el. Az 554.286 kapott szavazattal 4 mandátumot szereztek. EP képviselői mandátumot szerzett Dobrev Klára (listavezető), Molnár Csaba (2. helyezett), Rónai Sándor (3. helyezett) és Ara-Kovács Attila (4. helyezett). A párt Dobrev Klára személyével, az „Európai Egyesült Államok” ideájával, az európai minimálbérrel és minimálnyugdíjjal, az európai családi pótlékkal, valamint ezeknek az anyagi forrását biztosító európai multiadóval kampányolt.

### 2019-es önkormányzati választások
A 2019-es magyarországi önkormányzati választáson számos DK-s vagy DK által is támogatott polgármester nyert, a fővárosban három kerületnek is DK-s vezetője lett. A választáson szintén polgármesternek választott két MSZP-s politikus, Kiss László és Szaniszló Sándor 2020 februárjában átlépett a DK-ba. A lépést az MSZP élesen kritizálta.

### 2022-es országgyűlési választás
A 2022-es országgyűlési választáson az Egységben Magyarországért pártszövetség tagjaként vett részt. Miniszterelnök-jelöltként Dobrev Klárát, korábbi EP-képviselőt és a pártelnök Gyurcsány Ferenc feleségét indította a szövetség előválasztásán, ezen azonban Márki-Zay Péter győzött. A szövetség a választáson 34,44%-ot szerzett, az így megszerzett 57 ellenzéki mandátumból a legtöbbet, 15-öt a DK szerezte meg. Ettől függetlenül a párt számos alkalommal került konfliktusba Márki-Zayjal, majd az ellenzék számára jelentős vereséget jelentő választás után is őt hibáztatták.

### 2022–2024-es árnyékkormány
A kudarcos választás után párt elnökségének felkérésére Dobrev Klára 2022 szeptemberében egy árnyékkormány tervezetével állt elő. Dobrev akkori beszédében kifejtette: a 12 éve tartó „felelőtlen kormányzás, a tudás, a szakértelem teljes hiánya oda vezetett, hogy nincs más kiút a válságból, mint hogy Orbán Viktornak és kormányának buknia kell”. Az árnyék-miniszterelnök szerint a válság oka elsősorban nem az orosz-ukrán háború volt, hanem az Orbán-kormány. Az árnyékkormány felállításának célja kormányzóképes politikusok felmutatása volt.

#### Az árnyékkormány tagjai
- Dobrev Klára miniszterelnök
- Molnár Csaba kancelláriaminiszter,
- Bodnár Zoltán pénzügyminiszter,
- Rónai Sándor külügyminiszter,
- Arató Gergely kormányprogramért felelős miniszter,
- Mustó Géza belügyminiszter,
- Kordás László bér- és munkaügyi miniszter – 2023 januárjában elhunyt.
- Gy. Németh Erzsébet szociális és nyugdíjügyi miniszter,
- Komáromi Zoltán egészségügyi miniszter,
- Varju László energia- és rezsiügyi miniszter,
- Dávid Ferenc gazdasági miniszter,
- Vadai Ágnes honvédelmi miniszter,
- Oláh Lajos környezetvédelmi és klímaügyi miniszter,
- Benedek Szilveszter mezőgazdasági miniszter,
- Barkóczi Balázs oktatási miniszter,
- Szaniszló Sándor önkormányzati miniszter.

### 2024-es önkormányzati és EP-választás
A 2024. június 9-én tartott önkormányzati választás és EP-választás során a párt ismét egy alkalmi pártszövetségben indult DK–MSZP–Párbeszéd Szövetség néven. A választás eredménye minden addiginál gyengébb volt a korábbi ellenzéki pártok, így a DK számára is, ebben a politikában időközben megjelent Magyar Péter, és pártja, a Tisztelet és Szabadság Párt játszotta a főszerepet, ami rengeteg ellenzéki szavazót tudott elhódítani, az addig legerősebb ellenzéki pártnak számító DK-tól is. Az EP-választáson a pártszövetség a megszerezhető 21 mandátumból kettőt tudott megszerezni, amit a szövetségi lista élén lévő két DK-s politikus, Dobrev Klára és Molnár Csaba szerzett meg. Az önkormányzati választásokon több helyen nyertek DK-s vagy általuk támogatott polgármesterek, így a korábbi öt kerületi polgármesterük mellett az újpesti, nagykanizsai és pápai jelöltjük is.
Dobrev Klára a Facebookon jelentette be, hogy a 2024-es csalódás keltő EP-választások után az árnyékkormány munkája véget ér. A párt EP listavezetője szerint új megoldásokat kell keresniük az ellenzéki szavazók megszólítására.
Többen, úgy mint Lamperth Mónika korábbi belügyminiszter, Medgyessy Péter korábbi miniszterelnök, Lendvai Ildikó, az MSZP korábbi elnöke, de a DK-alapító Leel-Őssy Gábor is felvetette, hogy Gyurcsánynak a választási kudarc után fel kellett volna ajánlani a lemondását, mert személye akadálya a baloldal megújulásának – a pártszövetség többi pártjának vezetői lemondtak a választás után. Gyurcsány előbb egy hosszabb videóban elemezte a kudarc okait, majd később egyértelműsítette, hogy marad a párt élén. Kiemelte, hogy ellenzéki pártelnök lemondása az elmúlt 14 évben még egyetlen egyszer sem vezetett saját pártjának a megerősödéséhez.
A pártelnök egy június 26-i Index interjúban kritizálta a lemondását felvetőket, Magyar Pétert és sajtót is. Gyurcsány a pártját és magát méltatva kijelentette, hogy a DK végig ugyanazon ideológiák mellett ugyanazon célokért küzdött, ezért semmi oka lemondani, míg az ellenzéki szavazatokat elhódító Magyar Péter a Fideszből érkezve és addig annak előnyeit élvezve egy hazug „slim-fit Orbán-világot” kínál, de nem zárta ki, hogy adott esetben a Fidesz ellenében koalíciót kössön vele. A sajtót pedig azért bírálta, mert szerinte a nem kormányoldali része is igazságtalanul viszonyult a DK-hoz és politikusaihoz. A választók pedig szerinte felelőtlenül szavaztak egy addig ismeretlen, korábbi fideszes indulóra. Nem sokkal ezután a párt konfliktusba keveredett a 444.hu-val, mert ott egy Gyurcsányon gúnyolódó véleménycikk jelent meg az interjú kapcsán.
Gyurcsány nem sokkal ezután egy újabb videóval jelentkezett, amiben azokat a személyeket és körülményeket sorolta fel, akik, illetve amik szerinte akadályozták az ellenzéki győzelmet 2010 után, mondván ő csak részben vagy egyáltalán nem felelős ezekért. 2010 kapcsán Bajnai Gordon, Mesterházy Attila és Lendvai Ildikó MSZP-s politikusokat; 2014-ért az LMP és a Jobbik akkori vezetőit, Schiffer Andrást és Vona Gábort; 2018-ért az akkori LMP-vezetőket, Schiffert és Szél Bernadettet, illetve a Momentum akkori vezetőjét, Fekete-Győr Andrást; 2022-ért – amiért szerinte a hátralépése miatt „végképp nem ő volt a hibás” – Márki-Zay Pétert nevezte meg, mint akik irányítása alatt a pártok helytelen döntéseket hoztak, és ezek segítették a Fideszt győzelmekhez.
Eközben Leel-Őssy Gábor – akivel szemben a pártot ért bírálatai miatt etikai eljárás indult – egy hosszabb beszélgetésben fejtette ki, hogy a DK szerinte elveszítette a hitelességét, és párton belül is többen kívánatosnak tartanák Gyurcsány visszavonulását. Leel-Őssyt végül augusztus 15-én, a párt „forró hangulatú”, vitákkal kísért füzesgyarmati ülésén zárták ki a DK-ból.

### 2025
Magyar Péter, a Tisza Párt elnöke 2025 újévkor közreadott beszédében felszólította a kormányt az előrehozott választások kiírására.
Gyurcsány Ferenc január 3-i videójában tudatta, hogy kezdeményezi az Országgyűlés idő előtti feloszlatását és időközi választás kiírását, noha már Magyar Péter felvetésekor jelezték, hogy egy előrehozott választáshoz nem állnak fenn a szükséges jogi feltételek.
Bár 2025 tavaszán Gyurcsány országjárásba kezdett, május 8-án felesége, Dobrev Klára váratlan közleményben jelentette be, hogy Gyurcsány visszavonul a politikától, a közszerepléstől, lemond a pártelnöki tisztségről, valamint, hogy el is válnak. A visszavonulás valódi oka nem derült ki, a legvalószínűbbnek azt tartották, hogy Gyurcsány a választókat megosztó személye miatt dönthetett a visszavonulás mellett, amivel a Fidesz is évek óta kampányolt. Értesülések szerint a párton belül többen is szorgalmazták Gyurcsány távozását, miután a párt támogatottsága az eltelt hónapokban megcsappant, de Molnár Csaba alelnök ezt tagadta. Azt is valószínűsítették, hogy Dobrev Klárával a párt nagyobb sikereiben bíztak, aki a párt egyetlen pártelnök-jelöltje lett. Felmerült az is, hogy Gyurcsány közéleti visszavonulása nem volt független magánélete fordulópontjától; döntését felesége és anyósa, Apró Piroska is "ösztönözte" – egyes vélekedések szerint „a hölgyek döntöttek.”
Dobrev Klárát június 2-án megválasztották a DK új elnökének.

## Szervezeti felépítése

### Elnökei
| A Demokratikus Koalíció elnökei | A Demokratikus Koalíció elnökei | A Demokratikus Koalíció elnökei | A Demokratikus Koalíció elnökei | A Demokratikus Koalíció elnökei | A Demokratikus Koalíció elnökei |
| #                               | Kép                             | Név                             | Hivatal kezdete                 | Hivatal vége                    | Forrás                          |
| ------------------------------- | ------------------------------- | ------------------------------- | ------------------------------- | ------------------------------- | ------------------------------- |
| 1                               |                                 | Gyurcsány Ferenc                | 2011. október 22.               | 2025. május 8.                  | [ 79 ] [ 80 ]                   |
| ü                               |                                 | Molnár Csaba ügyvezető elnök    | 2025. május 8.                  | 2025. június 2.                 | [ 81 ]                          |
| 2                               |                                 | Dobrev Klára                    | 2025. június 2.                 | hivatalban                      | [ 82 ]                          |

## Választási eredményei

### Országgyűlésiválasztások
| Választások | Szavazatok száma | Szavazatok aránya | Mandátumok száma | Mandátumok aránya | Parlamenti szerepe |
| ----------- | ---------------- | ----------------- | ---------------- | ----------------- | ------------------ |
| 2014-es1    | 1 290 8061       | 25,57%1           | 4 / 199          | 2%                | ellenzék           |
| 2018-as     | 308 070          | 5,41%             | 9 / 199          | 4,52%             | ellenzék           |
| 2022-es2    | 1 947 3312       | 34,44%2           | 15 / 199         | 7,54%             | ellenzék           |

1Az Összefogás tagjaként.

2Az Egységben Magyarországért részeként.

### Önkormányzativálasztások
A Demokratikus Koalíció (DK) polgármesterekkel rendelkező települések:
- Budapest III. kerülete – Kiss László (2019–2020-ig az MSZP, 2020-tól a Demokratikus Koalíció színeiben)
- Budapest Vll. kerülete – Niedermüller Péter (2019 óta)
- Budapest Xl. kerülete – László Imre (2019 óta)
- Budapest XV. kerülete – Cserdiné Németh Angéla (2018 óta)
- Budapest XVIII. kerülete – Szaniszló Sándor (2019–2020-ig az MSZP, 2020-tól a Demokratikus Koalíció színeiben)
- Polgár – Tóth József (2014 óta)

### Európai parlamentiválasztások
| Választások | Szavazatok száma | Szavazatok aránya | Mandátumok száma | Európai parlamenti csoport                              | Európai párt                      |
| ----------- | ---------------- | ----------------- | ---------------- | ------------------------------------------------------- | --------------------------------- |
| 2014-es     | 226 086          | 9,75%             | 2/21             | Szocialisták és Demokraták Progresszív Szövetsége (S&D) | –                                 |
| 2019-es     | 557 081          | 16,05%            | 4/21             | Szocialisták és Demokraták Progresszív Szövetsége (S&D) | –                                 |
| 2024-es1    | 367 162          | 8,03%             | 2/21             | Szocialisták és Demokraták Progresszív Szövetsége (S&D) | Európai Szocialisták Pártja (PES) |

1A DK–MSZP–Párbeszéd részeként.